# ОШ „Иван Горан Ковачић” Станишић
ОШ „Иван Горан Ковачић” једна је од основних школа у Сомбору. Налази се у улици Његошева 12 у Станишићу.

## Историјат
Основна школа „Иван Горан Ковачић” је отпочела са радом 1774. године. Уговор о издржавању српске православне школе је склопљен 1784. са Аврамом Мразовићем, директором националних школа у Печујском округу. Немачка парохија и школа у селу су основане 1788, а 1860. године је забележено да постоје две школе, католичка и православна. Православна школска зграда је саграђена 1882. Као први учитељ се спомиње Коста Искрић који је радио од 1814. до 1836. године. Како је број становника у Станишићу растао, у школама је било све више ђака и учитеља, па су радиле и за време Првог и Другог светског рата. Године 1919. су верске школе национализоване, а настава се одвијала на српском и мађарском језику. Након Другог светског рата, 1954. године, је основан пионирски одред „Иван Горан Ковачић” и од тада школа носи његово име. Настава је била организована у више зграда у селу, а 1950. је садржала двадесет и шест одељења. Нова школска зграда је почела да се гради 1. јула 1976, а изграђена је 1987. године. Данас броји око двеста ученика распоређених у једанаест одељења и двадесет и седам наставника. Настава се одвија на српском језику у преподневној смени, а све остале активности послеподне. Од страних језика се уче енглески и немачки језик. Школа има организован и продужени боравак ученика после часова у разредној настави. 